# Labirint
Labirint je struktura koja ima jedan ulaz koji je ujedno i izlaz, te
stazu koja vijuga ili više puta skreće i vodi do jednog središta.
Pogrešno je mišljenje da se u labirintu može izgubiti. Naime, labirint nema raskrižja i slijepe ulice. Ipak, za takvu strukturu u
hrvatskom jeziku se također koristi izraz labirint. Na
engleskom jeziku za takvu strukturu se koristi izraz maze,
a za labirint labyrinth. 